# Gehweiler (Namborn)
Gehweiler ist ein Dorf im Nordosten des Saarlandes. In ihm leben etwa 607 Einwohner. Es ist Ortsteil der Gemeinde Namborn, Landkreis St. Wendel. Bis Ende 1973 war Gehweiler eine eigenständige Gemeinde.

## Geographie
Der Ort liegt in waldreichem Gebiet am Fuß des Leidenberges auf 370 m über N.N., durch den Ort fließt der Eichertsbach. Dieser wurde nach dem amtlichen Gewässerkarte zwischenzeitlich in „Todtbach“ umbenannt (als Quelle des Todtbaches).

## Geschichte

### Ortsgeschichte
Erstmals urkundlich erwähnt wurde er im Jahr 1325 als „Gewiller“. Das Dorf entwickelte sich zu beiden Seiten des Eichertsbachs. Der Flusslauf bildete lange Jahre eine Territorialgrenze. Der linksseitige Ortsteil unterstand bis zum Ende des 18. Jahrhunderts dem Herzogtum Pfalz-Zweibrücken, der rechtsseitige dem Kurfürstentum Trier.
Gehweiler kam im Jahre 1920 infolge der Trennung des Kreises St. Wendel bzw. der Bürgermeisterei Oberkirchen auf der Grundlage des Friedensvertrages von Versailles zur Bürgermeisterei Oberkirchen-Nord (später Bürgermeisterei bzw. Amt Oberkirchen) im Restkreis Sankt Wendel-Baumholder. Mit dem 1. April 1939 wurde das Amt Oberkirchen mit dem Amt Burglichtenberg zum neuen Amt Freisen in Berschweiler (im 1937 entstandenen Landkreis Birkenfeld) zusammengelegt. Im Sommer 1944 wurde der Verwaltungssitz nach Freisen verlegt; am 20. Juli 1946 kam Gehweiler zum Amt Namborn (ins Saarland).
Im Rahmen der saarländischen Gebiets- und Verwaltungsreform wurde die bis dahin eigenständige Gemeinde Gehweiler am 1. Januar 1974 der Gemeinde Namborn zugeordnet.
Verwaltungszugehörigkeit nach 1794:

- 1798 bis 1814 – Mairie Walhausen
- 1814 bis 10. Januar 1817 – Bürgermeisterei Walhausen
- 11. Januar 1817 bis 30. September 1823 – Bürgermeisterei Namborn
- 1. Oktober 1823 bis 31. Dezember 1835 – Bürgermeisterei Bliesen
- 1. Januar 1836 bis 22. März 1920 – Bürgermeisterei Oberkirchen
- 23. März 1920 bis 31. Oktober 1934 – Bürgermeisterei Oberkirchen-Nord, ab ca. 1922 – Oberkirchen
- 1. November 1934 bis 31. März 1939 – Amt Oberkirchen
- 1. April 1939 bis 13. Mai 1946 – Amt Freisen
- 14. Mai 1946 bis 25. Februar 1947 – Amt Namborn
- 26. Februar 1947 bis 31. August 1951 – Verwaltungsbezirk Namborn
- 1. September 1951 bis 30. Juni 1952 – Amt Namborn
- 1. Juli 1952 bis 31. Dezember 1973 – Amt Oberkirchen-Namborn
- 1. Januar 1974 bis heute – Gemeinde Namborn

### Pfarrzugehörigkeit
Zunächst St. Wendelin in St. Wendel, ab 4. Mai 1792 zur Pfarrei Furschweiler, ab 1974 eigenes Gotteshaus

## Politik

### Gemeindebezirk
Der Ortsrat mit neun Sitzen setzt sich nach der Kommunalwahl vom 9. Juni 2024 bei einer Wahlbeteiligung von 77,19 % wie folgt zusammen:
- CDU: 29,56 % = 2 Sitze
- Freie Liste Namborn: 70,44 % = 7 Sitze

### Ortsvorsteher
- 1974 bis 1979: Hans Schwan, SPD
- 1979 bis 1994: Hans Wiesen, SPD
- 1994 bis 2006: Thomas Lauer, CDU
- 2006 bis 2009: Monika Gerhart, CDU
- 2009 bis 2010: Franz Josef Becker, CDU
- 2010 bis ........: Lars Haßdenteufel, Freie Liste Namborn

### Ortswappen
Im Jahre 1988 erhielt Gehweiler ein eigenes Ortswappen.

Beschreibung: „Geviert, die Spaltung im Wellenschnitt: oben rechts in Silber ein durchgehendes rotes Kreuz; oben links in Schwarz ein rotgekrönter, rotbewehrter und rotgezungter goldener Löwe; unten rechts in Schwarz eine goldene Glocke mit rotem Klöppel; unten links in Silber ein vierspeichiges rotes Mühlenrad.“

## Wirtschaft und Infrastruktur

### Einwohnerzahlen
- 1787: 63 Einwohner – Amt St. Wendel (Kurfürstentum Trier) – der Teil oberhalb des Eichertsbaches gehört noch zum Herzogtum Pfalz-Zweibrücken[6]
- 1819: 115 Einwohner – Bürgermeisterei Namborn (Fürstentum Lichtenberg/Herzogtum Sachsen-Coburg) – 19 Häuser[7]
- 1843: 209 Einwohner – Bürgermeisterei Oberkirchen (Rheinprovinz/Königreich Preußen) – 32 Wohnhäuser[8]
- 17. Mai 1939: 512 Einwohner – Amt Freisen in Berschweiler (Rheinprovinz) – Volkszählung 1939[9]
- 14. November 1951: 540 Einwohner – Amt Namborn (Saarland) – Volkszählung 1951
- 6. Juni 1961: 648 Einwohner – Amt Oberkirchen-Namborn – Volkszählung 1961 - 114 Wohngebäude[10]
- 27. Mai 1970: 733 Einwohner – Amt Oberkirchen-Namborn – Volkszählung 1970
- 31. Dezember 1973: 717 Einwohner – Amt Oberkirchen-Namborn – Gebiets- und Verwaltungsreform zum 1. Januar 1974[11]
- 25. Mai 1987: 704 Einwohner – Gemeinde Namborn – Volkszählung 1987[12]

### Verkehr
Die Landstraße 310 führt in Richtung Oberkirchen und Freisen.

## Kultur und Sehenswürdigkeiten
- 1966 wurde der Bau einer Dorfkirche eingeleitet. Ihre Weihe (Patrozinium: St. Michael) fand im Herbst 1974 statt.

## Persönlichkeiten
- Thomas Kleist, Intendant des Saarländischen Rundfunks – ein Sohn des Ortes